# Calle de Martín de Vargas
La calle de Martín de Vargas es una vía pública de la ciudad española de Madrid, situada en el barrio de Acacias, distrito de Arganzuela.

## Descripción

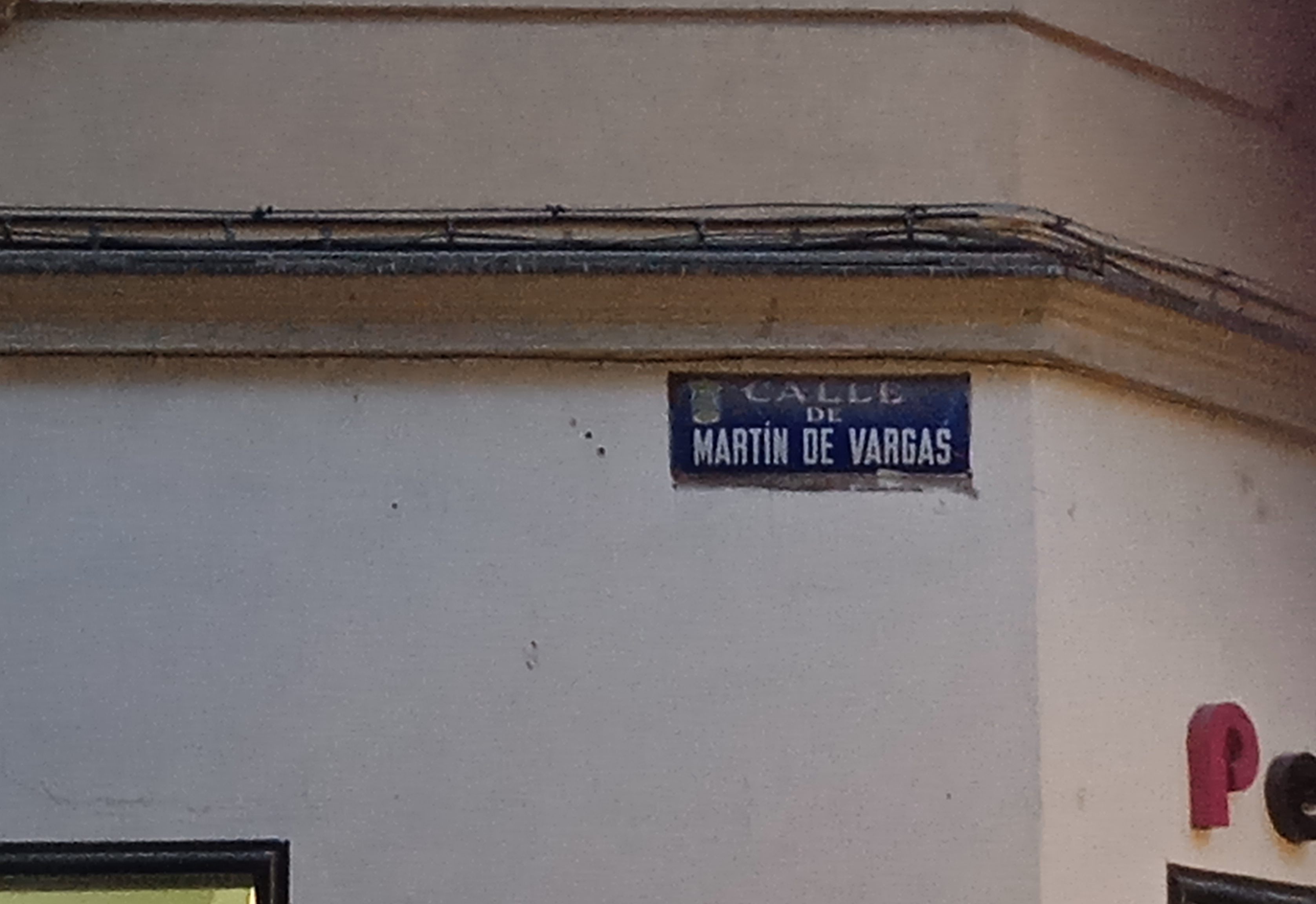
Cartel de la calle de Martín de Vargas

La vía discurre desde el paseo de las Acacias hasta el paseo de Juan Antonio Vallejo-Nájera Botas. Honra con el título al teólogo jerezano del siglo XV Martín de Vargas. Aparece descrita en Las calles de Madrid (1889) de Hilario Peñasco de la Puente y Carlos Cambronero con las siguientes palabras:

Martín de Vargas. Entre los Paseos de las Acacias y del Canal. Es de apertura moderna. Martín de Vargas nació en Jeréz de la Frontera á fines del siglo XIV. Pertenecía á la Orden del Císter, y dedicó sus afanes á restablecer en toda su pureza y austeridad la Regla primitiva; pero esto le ocasionó persecuciones sin cuento. Murió en 1446.
(Peñasco de la Puente y Cambronero, 1889, p. 319)